# Луї Годфруа д'Естрад
Луї Годфруа д'Естрад (фр. Godefroi d'Estrades; 1607 — 26 лютого 1686) — військовий та державний діяч, дипломат, письменник Французького королівства, маршал, граф.

## Життєпис
Походив зі шляхетського роду д'Естрад. Син Франсуа д'Естрад, табірного маршала, та Сюзанни де Секонда. Народився 1607 року в Ажені. Опинився в королівському почті, отримав орден Святого Михайла. У 19 років вступив на службу до штатгальтера Республіки Сполучених провінцій Моріца Оранського.
У 1630-х роках брав участь у битвах Тридцятирічної війни під орудою Людовика де Ногаре де Ла Валетта. Отримав звання табірного маршала. 1637 року оженився з представницею роду дю Пін. 1646 року було призначено послом у Республіці Сполучених провінцій. 1648 року брав участь у поході до Італії.
Під час Фронди у 1649—1651 роках перебував на боці королівського двору та кардинала Мазаріні. 1650 року стає губернатором Дюнкерку. 1651 року брав участь у військовій кампанії в Каталонії.
1653 року призначено на посаду генерал-губернатора і мера Бордо. У 1655 року брав участь у поході до Каталонії. 1658 року брав участь у битві при Дюнах. 1662 року від імені короля Людовика XIV домовлявся з англійським королем Карлом II Стюартом про купівлю Дюнкерку. 1667 року від імені французького короля підписав Бредську угоду з Голландією, Англією, Данією.
Брав участь у Голландській війні в 1672—1678 роках. 1673 року відзначився при облозі Маастрихта, губернатором якого він став. 1675 року захопив Льєж, за що отримав звання маршала. 1678 року представляв Францією під час підписання Німвегенського договору.

## Творчість
Є автором праці «Листи, спогади та переговори на посаді посла в Голландії з 1663 по 1668 рік» з 9 томів (надруковано 1709 року). Він також написав детальний нарис про великого пенсіонарія Йогана де Вітта.

## Родина
Дружина — Марія де Лальє дю Пін.
Діти:
- Людовик, губернатор Дюнкерка
- Жан-Франсуа, ігуменом Мойссака і Сен-Мелена де Ренна, потім послом у Венеції та П'ємонті